# Ronald Allen
Pour les articles homonymes, voir Allen.
Ronald Allen est un acteur de télévision britannique né le 16 décembre 1930 et décédé le 18 juin 1991 à Reading. Acteur de composition, Il joua, entre autres, dans un film sur le Titanic, Atlantique, latitude 41° mais reste surtout connu pour ses rôles du professeur Ralph Cornish dans Doctor Who et de David Hunter dans le soap opera Crossroads.